# Watermaalscher Bartzwerg
Der Watermaalsche Bartzwerg ist eine in Belgien zu Beginn des 20. Jahrhunderts erzüchtete Zwerghuhnrasse. Sie wurde erstmals 1922 in Brüssel ausgestellt. Sie sind inzwischen in ganz Europa verbreitet.
Diese Zwerghühner haben ein auffälliges, gnomenhaftes Äußeres mit einem dreigeteilten Bart. Auf dem Kopf haben sie einen Rosenkamm mit drei Dornen und einen kleinen Schopf. Von den Konturen her gleichen die Watermaalschen Bartzwerge den Antwerpener Bartzwergen.
Watermaalsche Bartzwerge benötigen nur einen kleinen Auslauf. Sie haben ein sehr ruhiges Wesen und werden sehr zutraulich. Sie benötigen eine saubere Haltung und die Bärte sind anfällig für Ektoparasitenbefall. Regelmäßige Kontrollen und Prophylaxe durch den Halter sind unabdingbar zur Gesunderhaltung der Tiere.
Trotz seiner geringen Körpergröße erbringt dieses Urzwerghuhn eine durchaus beachtliche Legeleistung. Die Haltung zur Zierde oder als Ausstellungsgeflügel steht dennoch im Vordergrund.